# Casa Griñó
La Casa Griñó és una obra d'Olot (Garrotxa) inclosa a l'Inventari del Patrimoni Arquitectònic de Catalunya.
És un edifici de planta baixa, dos pisos i golfes. El primer pis té tres obertures a la façana del c/ Vilanova i a la façana que dona al jardí hi ha tres finestres que donen a una terrassa, a la que s'adossa un petit sortint. La teulada és a tres vessants, amb lleugera forma de pavelló.